# Firestone (Colorado)
Firestone es un pueblo ubicado en el condado de Weld en el estado estadounidense de Colorado. En el Censo de 2010 tenía una población de 10.147 habitantes y una densidad poblacional de 371,39 personas por km².

## Geografía
Firestone se encuentra ubicado en las coordenadas 40°8′27″N 104°57′39″O / 40.14083, -104.96083. Según la Oficina del Censo de los Estados Unidos, Firestone tiene una superficie total de 27.32 km², de la cual 26.86 km² corresponden a tierra firme y (1.7%) 0.46 km² es agua.

## Demografía
Según el censo de 2010, había 10.147 personas residiendo en Firestone. La densidad de población era de 371,39 hab./km². De los 10.147 habitantes, Firestone estaba compuesto por el 87.84% blancos, el 0.72% eran afroamericanos, el 0.79% eran amerindios, el 1.45% eran asiáticos, el 0.03% eran isleños del Pacífico, el 6.21% eran de otras razas y el 2.97% pertenecían a dos o más razas. Del total de la población el 16.18% eran hispanos o latinos de cualquier raza.